# Pineville (Arkansas)
Pineville es un pueblo ubicado en el condado de Izard en el estado estadounidense de Arkansas. En el Censo de 2010 tenía una población de 238 habitantes y una densidad poblacional de 51,42 personas por km².

## Geografía
Pineville se encuentra ubicado en las coordenadas 36°9′40″N 92°6′23″O / 36.16111, -92.10639. Según la Oficina del Censo de los Estados Unidos, Pineville tiene una superficie total de 4,63 km², de la cual 4,63 km² corresponden a tierra firme y (0%) 0 km² es agua.

## Demografía
Según el censo de 2010, había 238 personas residiendo en Pineville. La densidad de población era de 51,42 hab./km². De los 238 habitantes, Pineville estaba compuesto por el 97,06% blancos, el 0% eran afroamericanos, el 0% eran amerindios, el 1,68% eran asiáticos, el 0% eran isleños del Pacífico, el 0,42% eran de otras razas y el 0,84% pertenecían a dos o más razas. Del total de la población el 0,84% eran hispanos o latinos de cualquier raza.